# Wiesenburg/Mark
Wiesenburg/Mark település Németországban, azon belül Brandenburgban. Lakosainak száma 4251 fő (2023. december 31.). Wiesenburg/Mark Görzke és Bad Belzig községekkel határos.

## Népesség
A település népességének változása:
| Lakosok száma | 5435 | 5181 | 4708 | 4413 | 4420 | 4271 | 4242 | 4226 | 4253 | 4251 |
|               | 2000 | 2005 | 2010 | 2014 | 2015 | 2017 | 2020 | 2021 | 2022 | 2023 |